# Acton (Quebec)
A Municipalidade Regional do Condado de Acton está localizada em Quebec Central. A sede do condado é Acton Vale.

## Estatísticas
Fundado em 1982, o condado de Acton é constituído por oito municipalidades menores contendo pouco menos de 16.000 habitantes. A densidade populacional média é de 27,4 habitantes por quilômetro quadrado. Cerca de metade da população concentra-se na cidade de Acton Vale.

## Municipalidades
A Municipalidade Regional do Condado de Acton usa o termo "municipalité" (municipalidade) para cada um de seus oito membros. Os termos originais "cidade", "vila", "cantão" e "paróquia" ainda são comumente utilizados. Por vezes, extra-oficialmente, as palavras "cidade" ou "vila" podem ser usados para descrever a área construída dentro da municipalidade.

### Cidade
- Acton Vale

### Municípios
- Béthanie
- Upton

### Cantão
- Roxton

### Freguesias
- Sainte-Christine
- Saint-Nazaire-d'Acton
- Saint-Théodore-d'Acton

### Vila
- Roxton Falls

## Demografia
Língua-mãe pelo censo canadense de 2006
| Língua           | População | Porcentagem (%) |
| ---------------- | --------- | --------------- |
| Somente francês  | 14.475    | 96,53%          |
| Somente inglês   | 145       | 0,97%           |
| Inglês e francês | 95        | 0,63%           |
| Outros idiomas   | 280       | 1,87%           |

## Condados adjacentes
- Drummond
- Le Val-Saint-François
- La Haute-Yamaska
- Les Maskoutains